# Henley-on-Thames
Henley-on-Thames è un centro abitato di 10 646 abitanti della contea dell'Oxfordshire, in Inghilterra.

## Storia
Le prime tracce della presenza dell'insediamento medioevale di Henley risalgono al 1179, quando il re Enrico II "aveva acquistato un terreno per costruire degli edifici". Nel 1199 re Giovanni concesse il maniero di Benson e la città di Henley e il suo castello a Robert Harcourt. La presenza di una chiesa a Henley è stata registrata per la prima volta nel 1204, mentre il ponte venne menzionato per la prima volta ne 1234. Nel 1278 Henley comprendeva il piccolo villaggio di Benson e una cappella. È probabile che la pianificazione delle strade sia stata stabilita alla la fine del XIII secolo.
Come demanio della corona è stato concesso a John de Molyns, nel 1337 la cui famiglia lo tenne per circa 250 anni. Si dice che i membri di Henley sedeva nei parlamenti di Edoardo I ed Edoardo III, ma non mandati sono stati trovati a sostegno di questa.
Il mercato attuale è di giovedì e probabilmente venne accordato grazie a una concessione di Re Giovanni. Il mercato esisteva certamente già dal 1269 lontano, tuttavia, i giudici della corte di Assise del 1284 affermarono di non sapere grazie a quale concessione il conte di Cornovaglia potesse tenere una fiera e un mercato nella città di Henley. L'attuale fiera di Corpus Christi fiera è stata concessa da Enrico VI.
Henley perse il 60% della sua popolazione durante la peste nera, che travolse in Inghilterra nel XIV secolo.
All'inizio del XVI secolo la città si estendeva lungo la riva occidentale del Tamigi da Friday Street (ora Phyllis Court), a sud del maniero, a Hart Street e New Street nel nord. A ovest comprendeva Bell Street e il mercato.
Enrico VIII concesse l'uso dei titoli di "sindaco" e "borghese".
Henley ha partecipato da entrambe le parti nella guerra civile. Guglielmo III si fermò nella città durante la sua marcia su Londra nel 1688, precisamente presso la vicina Fawley Court, recentemente ricostruita, e ricevette una delegazione di Lord. La città visse un periodo di prosperità tra il XVII e il XVIII secolo, grazie alla fabbrica del vetro e del malto, e al commercio di grano e di lana. Henley-on-Thames deve molto alla sua posizione, che le consente di invire il legno e il grano a Londra.
Nel 1790 è stata costruita una casa di lavoro per ospitare 150 persone a Henley, presso West Hill, che venne successivamente ampliata per accogliere 250 lavoratori come prevede la legge per i poveri Henley Poor Law.
Henley-on-Thames ospita l'abitazione di George Harrison a Friar Park.

## Luoghi di interesse
- Henley Bridge è un ponte a cinque arcate sul fiume Tamigi costruito nel 1786. Nell'agosto del 2010 il ponte venne colpito dalla nave Crazy Love, per questo l'anno successivo subì un programma di riparazione dal costo di £ 200.000. Circa 1600 m a monte del ponte si trova la chiusa di Marsh Lock.
- La chiesa di St. Mary dispone di una torre costruita nel XVI secolo.

Per celebrare il Giubileo della Regina Vittoria, 60 alberi di quercia sono stati piantati a forma di Victoria Cross nei pressi di Fire Mile. 
- The Old Bell è un tradizionale pub situato nel centro di Henley. L'edificio secondo gli esperti dovrebbe essere datato dal 1325, diventando così il più antico edificio della città.

Appena fuori Henley, nel Buckinghamshire, ci sono diversi edifici privati degni di nota:
- Fawley Court è un edificio in mattoni rossi progettato da Christopher Wren per William Freeman (1684) con successivo rimodellamento interno effettuato da James Wyatt erimodellamento paesaggistico grazie a un progetto di Lancelot Brown.
- Greenlands al momento di proprietà di WH Smith, è ora sede della Henley Business School.

## Infrastrutture e trasporti
La città ha una propria stazione ferroviaria, con servizio diretto alla stazione di Paddington nelle ore di punta. Alcune volte il servizio richiede un cambio di treno a Twyford. In aggiunta, sono presenti servizi ferroviari principali da Reading vicino a Paddington. I treni dalla vicina High Wycombe arrivano alla stazione di Londra Marylebone. L'autostrada M4 e l'autostrada M40 sono distanti 15 km. Il servizio di autobus locali intorno alla città è gestito da Whites Coaches e comprende i percorsi 151, 152, 153 e 154; altri percorsi sono forniti da Arriva Shires & Essex, Thames Travel e Courtney Coaches.

## Istituzioni e Organizzazioni
Il River and Rowing Museum, situato a Mill Meadows, è il museo della città. È stato fondato nel 1998, e inaugurato ufficialmente dalla regina Elisabetta II. Il museo, progettato dall'architetto David Chipperfield, offre informazioni sul Tamigi, lo sport del canottaggio, e la città di Henley stessa.
Vicino a Heney si trovano l'Università di Reading, e la Henley Business School.
A Henley si trova anche la filiale inglese degli Weston Woods Studios, che produce cortometraggi basati su libri per bambini.

## Canottaggio
Henley è un centro di fama mondiale per il canottaggio. Ogni estate si tiene la Henley Royal Regatta, in un tratto del fiume naturalmente diritto, chiamato Reach Henley, che è stato anche successivamente esteso artificialmente. L'evento divenne "Reale" nel 1851 quando Alberto di Sassonia divenne il patrono della regata.
Regate e altre gare di canottaggio si svolgono nello stesso tratto di fiume, tra cui: la Henley Women's Regatta per le donne; la Henley Boat Races per le donne e i pesi leggeri delle Università di Oxford e di Cambridge; la Henley Town and Visitors Regatta aperta anche ai visitatori; la Henley Veteran Regatta per i veterani, la Upper Thames Small Boats Head per le piccole imbarcazioni, la Henley Fours and Eights Head, e la Henley Sculls. Queste regate spesso attirano forti equipaggi che hanno vinto medaglie nei Campionati Nazionali.
Società remiere locali includono:
- Henley Rowing Club (che si trova a nord del ponte di Henley)
- Leander Club (di fama mondiale, casa di campioni olimpici e mondiali, nei pressi del ponte di Henley)
- Phyllis Court Rowing Club (parte del Phyllis Court Club e utilizzato per il canottaggio ricreativo)
- Upper Thames Rowing Club (che si trova a monte del contrassegno dei 3/4 di miglio tra Fawley e Old Blades)

## Amministrazione

### Gemellaggi
- Falaise, Francia, dal 1973
- Leichlingen, Germania, dal 1979